# Liste der Bischöfe von Bedford
Die Liste der Bischöfe von Bedford stellt die bischöflichen Titelträger der Church of England, der Diözese von Saint Albans, in der Province of Canterbury dar. Der Titel wurde nach der Stadt Bedford benannt.
| Liste der Bischöfe von Bedford | Liste der Bischöfe von Bedford | Liste der Bischöfe von Bedford | Liste der Bischöfe von Bedford                         |
| Von                            | Bis                            | Name                           | Anmerkungen                                            |
| ------------------------------ | ------------------------------ | ------------------------------ | ------------------------------------------------------ |
| 1537                           | 1560                           | John Hodgkins                  |                                                        |
| 1560                           | 1879                           | Abeyance                       | Abeyance                                               |
| 1879                           | 1888                           | William Walsham How            | danach Bischof von Wakefield                           |
| 1888                           | 1898                           | Robert Billing                 |                                                        |
| 1898                           | 1935                           | Abeyance                       | Abeyance                                               |
| 1935                           | 1939                           | Lumsden Barkway                | danach Bischof von Saint Andrews, Dunkeld and Dunblane |
| 1939                           | 1942                           | Aylmer Skelton                 | danach Bischof von Lincoln                             |
| 1942                           | 1948                           | Abeyance                       | Abeyance                                               |
| 1948                           | 1953                           | Thomas Wood                    | vorher Erzdiakon von Saint Albans                      |
| 1953                           | 1957                           | Campbell MacInnes              | danach Bischof von Jerusalem                           |
| 1957                           | 1962                           | Basil Guy                      | danach Bischof von Gloucester                          |
| 1963                           | 1968                           | John Albert Trillo             | danach Bischof von Hertford und Chelmsford             |
| 1968                           | 1976                           | John Hare                      | vorher Erzdiakon von Bedford                           |
| 1977                           | 1981                           | Andrew Graham                  | danach Bischof von Newcastle                           |
| 1981                           | 1993                           | David Farmbrough               | vorher Erzdiakon von Saint Albans                      |
| 1994                           | 2002                           | John Richardson                |                                                        |
| 2003                           | 2012                           | Richard Inwood                 | danach Bischof von Southwell                           |
| 2012                           | Gegenwart                      | Richard Atkinson               | vorher Erzdiakon von Leicester                         |